# Vlad Batrîncea

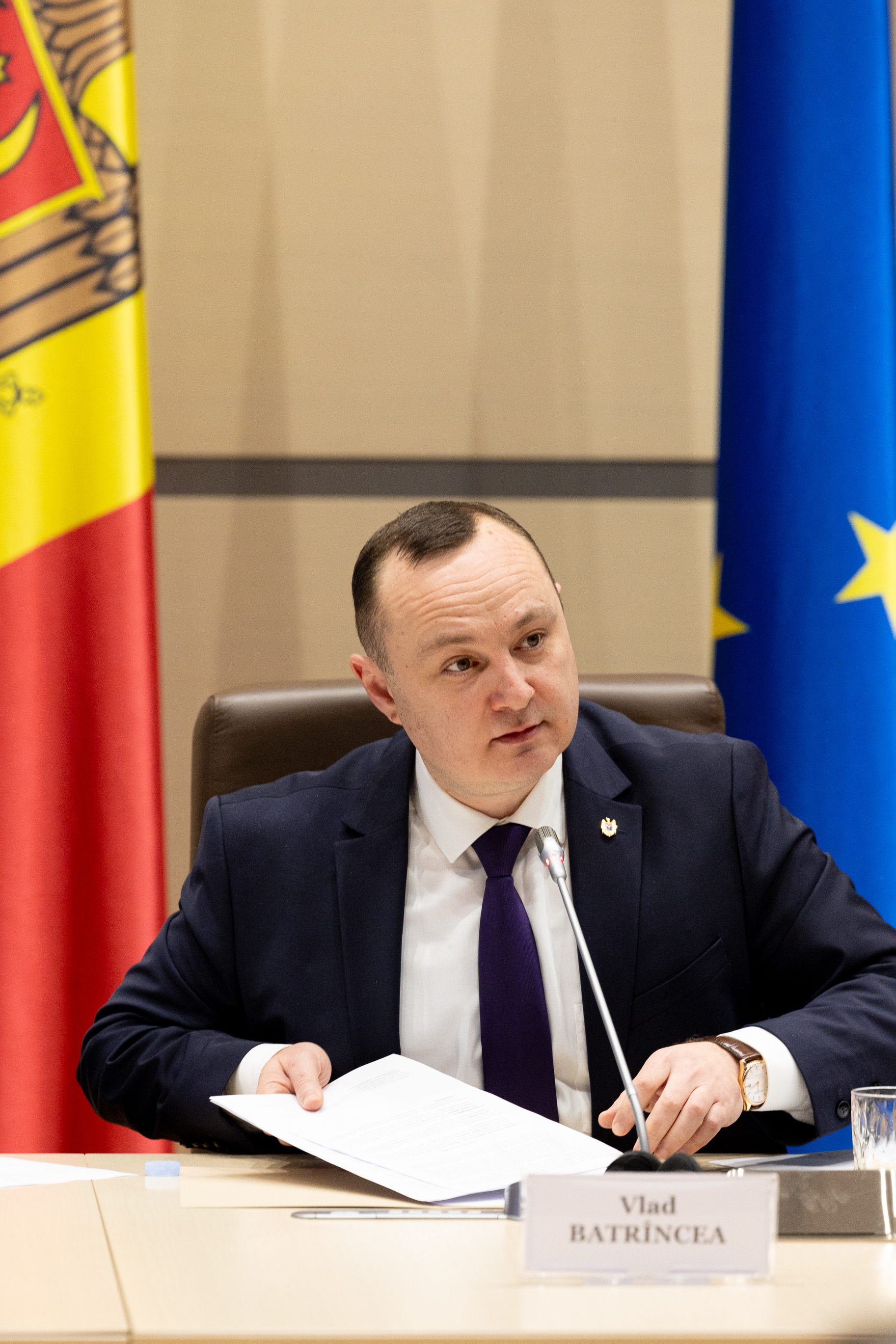
Vlad Batrîncea (12. März 2024)

Vlad Nicolae Batrîncea (* 31. März 1981 in Chișinău) ist ein Politiker der Partei der Kommunisten der Republik Moldau PCRM und später der Partei der Sozialisten der Republik Moldau (PSRM) in der Republik Moldau, der seit 2014 Mitglied sowie seit 2021 Vizepräsident des Parlaments ist.

## Leben
Vlad Nicolae Batrîncea absolvierte nach dem Schulbesuch ein Fernstudium der Rechtswissenschaften an der Staatlichen Universität Moldau (USM). Im Januar 2003 trat er der Partei der Kommunisten der Republik Moldau PCRM (Partidul Comuniștilor din Republica Moldova) als Mitglied bei und kandidierte für diese bei der Parlamentswahl am 5. April 2009 auf Listenplatz 94, am 29. Juli 2009 auf Listenplatz 92, am 28. November 2010 auf Listenplatz 83 jeweils ohne Erfolg für ein Mandat im Parlament (Parlamentul Republicii Moldova). Bei der Kommunalwahl im Juni 2011 bewarb er sich zudem auf Platz 35 der PCRM-Liste erfolglos für ein Mandat im Stadtrat von Chișinău. Während dieser Zeit begann er zudem 2010 ein postgraduales Studium im Fach Internationales Recht an der Universitatea Slavonă din Moldova und schloss dieses 2011 mit einem Master ab.

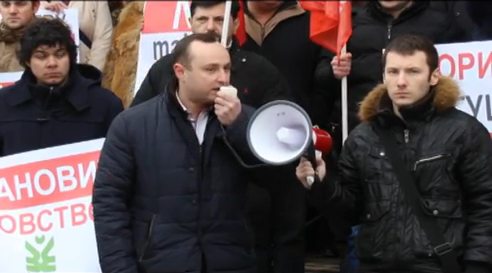
Vlad Batrîncea bei einer Wahlkampfveranstaltung (2015)

Im November 2011 trat Batrîncea aus der PCRM aus und wurde Mitglied der Partei der Sozialisten der Republik Moldau PSRM (Partidul Socialiștilor din Republica Moldova), um die Politik von deren Parteivorsitzenden Igor Dodon zu unterstützen. Er fungierte zwischen Juni 2013 uns Dezember 2021 als Exekutivsekretär der PSRM und wurde bei der Parlamentswahl am 30. November 2014 auf dem siebten Platz der PSRM-Liste erstmals zum Mitglied des Parlaments (Parlamentul Republicii Moldova) gewählt. Bei der Kommunalwahl im Juni 2015 wurde er zudem auf Platz 2 der PSRM-Liste zum Mitglied des Stadtrates von Chișinău gewählt, legte dieses Mandat allerdings bereits im September 2015 nieder. Für seine Verdienste wurde ihm durch Präsidialdekret vom 5. Februar 2018 der Orden „Gloria Muncii“ verliehen. Bei der Parlamentswahl am 24. Februar 2019 wurde er im Wahlkreis Nr. 28 Chișinău als Mitglied des Parlaments wiedergewählt.
Am 29. November 2019 erfolgte seine Wahl zum Vizepräsidenten des Parlaments und bekleidet dieses Amt als Stellvertreter der Parlamentspräsidenten Zinaida Greceanîi (8. Juni 2019 bis 29. Juli 2021) beziehungsweise Igor Grosu (seit 29. Juli 2021) seither. Vlad Batrîncea wurde bei der Parlamentswahl am 11. Juli 2021 auf Platz 4 der PSRM-Liste wieder zum Mitglied des Parlaments gewählt. Er fungierte zwischen Januar 2022 und April 2023 als geschäftsführender Exekutivsekretär der PSRM und war zeitgleich Mitglied des Exekutivkomitees der Partei. Im Parlament ist er derzeit Mitglied der Kommission für Außenpolitik und Europäische Integration (Comisia politică externă și integrare europeană). Im Parlament der Republik Moldau engagiert er sich ferner in der Freundschaftsgruppe mit Japan, der Freundschaftsgruppe mit der Republik Österreich, der Freundschaftsgruppe mit der Republik Aserbaidschan und der Freundschaftsgruppe mit der Volksrepublik China.
Darüber hinaus ist er seit dem 26. Juni 2017 Mitglied der Parlamentarischen Versammlung des Europarates und war dort zunächst vom 9. Oktober 2017 bis 24. Januar 2021 Mitglied des Ausschusses für Kultur, Wissenschaft, Bildung und Medien, zwischen dem 27. Juni 2019 und dem 27. Januar 2020 zugleich Mitglied des Ausschusses für Recht und Menschenrechte. Er fungierte vom 27. Januar 2020 bis zum 26. September 2021 als Präsident der moldauischen Delegation sowie ferner zwischen dem 19. April 2021 und dem 23. Januar 2022 als Vizepräsident der Parlamentarischen Versammlung des Europarates und ist seit dem 27. September 2021 erneut Mitglied des Ausschusses für Kultur, Wissenschaft, Bildung und Medien. Ferner bekleidete er vom 25. Januar 2021 bis 23. Januar 2022 die Funktion als Vizevorsitzender der Fraktion der Sozialisten, Demokraten und Grünen in der Parlamentarischen Versammlung des Europarates. Im Mai 2024 warf er der amtierenden Regierung von Ministerpräsident Dorin Recean vor, dass diese ihre Verpflichtungen gegenüber dem Europarat nicht respektiert.